# Hôtel Damian de Vinsargues
L’hôtel Damian de Vinsargues, à Arles (Bouches-du-Rhône), sis rue Parade et 15, rue de la Roquette dans le quartier du même nom, est un des témoins de la mixité sociale de l'époque (XVIIe siècle) avec les hôtels du Roure, d'Antonelle, Icard-Pérignan dans la même rue et celui de Chartrouse dans la rue perpendiculaire et homonyme. En effet le quartier de la Roquette était essentiellement populaire car habité par tous les petits métiers touchant de près ou de loin à la navigation tant maritime que fluviale.

## Histoire
Originaires de Châteaurenard, anoblis en 1460 par le duc Charles Ier d'Orléans, confirmés nobles en 1667, les Damian de Vinsargues faisaient à cette dernière date partie de la parenté du premier président du Parlement de Provence.
En 1725, Anne d'Antonelle, veuve de Jean Damian de Vinsargues, vendit cet hôtel au conseiller de L'Estang-Parade, dont la famille possédait un autre hôtel particulier à Arles, 15 rue du Pont, lui-même le revendant en 1726 au juge Laville.
L'hôtel est inscrit au titre des monuments historiques, depuis le 4 octobre 1932.

## Architecture
L'ensemble a été bâti en forme de U autour d'une petite cour intérieure dans la première moitié du XVIIe siècle. Les allèges de ses fenêtres sont ornées de lambrequins sculptés dans la pierre qui sont caractéristiques de l'architecture arlésienne de cette époque et que l'on retrouve sur bon nombre d'édifices domestiques arlésiens de qualité. Ces lambrequins sont censés représenter les étoffes que l'on déployait aux fenêtres les jours de fête et sont donc appendus à la partie inférieure des fenêtres contrairement à l'acception plus tardive, notamment en architecture haussmannienne, qui les définit comme des ornements en bois ou en tôle ajourés masquant le haut des fenêtres. 
Sur la rue Parade, la belle porte d'entrée présente un style classique avec un entablement à frise sculptée où figurent dans un petit tableau rectangulaire deux surprenants personnages enlacés, mi-hommes, mi-plantes. Deux pilastres lisses soutiennent un fronton interrompu au centre duquel se trouve une niche abritant les armoiries des Damian de Vinsargues ainsi que leur devise : « Altior astris » soit « Plus haut que l'astre ».

## Source
- Les hôtels particuliers d'Arles, Odile Caylux, Actes Sud, 2000,  (ISBN 2-7427-3041-9)